# Катастрофа вертолёта SMURD (2016)
Катастрофа вертолета SMURD (рум. Accidentul aviatic de la Haragîș, 2016) — авиакатастрофа вертолёта Eurocopter EC 135T2+ аварийно-спасательной службы Румынии SMURD, произошедшая 2 июня 2016 года близ села Харагыш Кантемирского района Молдавии.

## Катастрофа
Ранее министерство здравоохранения Молдавии заключило соглашение о сотрудничестве с румынской службой спасателей SMURD. В случае необходимости, когда понадобится помощь, Румыния могла предоставить медицинскую помощь и вертолёт для перевозки больного в зависимости от ситуации в медучреждение Молдавии или Румынии. Катастрофа произошла 2 июня 2016 года, когда румынский вертолёт службы SMURD разбился при выполнении спасательной миссии в Молдове. Вертолёт упал в 100 метрах от леса. Были слышны, по меньшей мере, три взрыва. По словам специалистов, в районе населённого пункты был туман и шёл сильный дождь. Это, как считают представители власти, могло стать причиной катастрофы.
Ранее в тот же день вертолёт спас жизнь одного пациента, доставив его в Кишинёв, затем заправился и вылетел к следующему пациенту, находящемуся в городе Кагул. По пути в Кагул из-за плохих погодных условий вертолёт потерпел крушение в Кантемирском районе Молдавии.

## Экипаж
Все 4 члена экипажа погибли.
В их числе:
- Адриан-Габриэль Санду, медсестра
- Михаэла Думеа, врач
- Константин Войку Локаэ, второй пилот
- Илие Дору Гаврил, пилот.

## Последствия
Экипаж был посмертно награждён высокими наградами президента Румынии Клауса Йоханниса и президента Молдовы Николае Тимофти.
В июне 2017 года в Молдове была выпущена памятная почтовая марка с изображением погибших спасателей.